# KK Vojvodina
El Vojvodina Novi Sad es un equipo de baloncesto serbio con sede en la ciudad de Novi Sad, que compite en la Košarkaška Liga Srbije, la máxima competición de su país. Disputa sus partidos en el SPC Vojvodina, con capacidad para 11 500 espectadores. En 2011 el club se fusiona con el KK Novi Sad. 

## Nombres
- KK NIS Vojvodina - 2000-2006
- KK Vojvodina Srbijagas - 2006-2011
- KK Vojvodina Novi Sad - 2011-presente

## Posiciones en liga
- 2004 - (D2)
- 2005 - (4-1B)
- 2006 - (2-1B)
- 2007 - (10-1A)
- 2008 - (12)
- 2009 - (13)
- 2010 - (3)
- 2011 - (12)
- 2012 - (4)
- 2013 - (4)

## Palmarés
- Košarkaška Liga Srbije:
  - Semifinales (3): 2002-2003, 2011-2012 Y 2012-2013

- Radivoj Korać Cup:
  - Semifinales (1): 2002-2003

- 1B:
  - Subcampeón (1): 2005-2006

## Entrenadores
- Milovan Stepandić
- Miroslav Nikolić
- Vlade Đurović